# 紹巴赫河
50°47′38.83″N 6°13′35.77″E / 50.7941194°N 6.2266028°E
紹巴赫河（德語：Saubach），是德國的河流，位於該國西部，處於北萊茵-威斯特法倫州，屬於因德河的左支流，河道全長7.4公里，流域面積16.7平方公里。